# Lijst van rijksmonumenten in Zaamslag
De plaats Zaamslag telt 14 inschrijvingen in het rijksmonumentenregister. Hieronder een overzicht.
| Object                                                         | Oorspronkelijke functie?  | Bouwjaar       | Architect | Locatie                 | Coördinaten?                  | Nr.?   | Afbeelding                                                     |
| -------------------------------------------------------------- | ------------------------- | -------------- | --------- | ----------------------- | ----------------------------- | ------ | -------------------------------------------------------------- |
| Breed bakstenen woonhuis met pannen zadeldak                   | Boerderij                 | 18e eeuw       |           | Aandijkseweg 6          | 51° 20' 8" NB, 3° 56' 29" OL  | 35024  | Meer afbeeldingen                                              |
| Staalhoeve                                                     | Boerderij                 | 18e-19e eeuw   |           | Molenweg 6              | 51° 19' 21" NB, 3° 52' 37" OL | 35025  | Staalhoeve                                                     |
| Protestantse kerk (preekstoel en orgel)                        | Vanwege onderdelen kerk   | 17e / 19e eeuw |           | Plein 2                 | 51° 18' 44" NB, 3° 54' 48" OL | 35026  | Meer afbeeldingen                                              |
| Bakstenen woonhuis met pannen zadeldak, bakgoot op klossen     | Boerderij                 | ca. 18e eeuw   |           | Veerstraat 59           | 51° 18' 59" NB, 3° 56' 10" OL | 35027  | Meer afbeeldingen                                              |
| Gepleisterd woonhuis met eigen oprijlaan                       | Boerderij                 | 18e-19e eeuw   |           | Valweg 6                | 51° 20' 33" NB, 3° 53' 42" OL | 35028  | Gepleisterd woonhuis met eigen oprijlaan                       |
| Torenberg                                                      | Archeologisch monument    | 13e / 14e eeuw |           | Torenberg               | 51° 18' 38" NB, 3° 54' 56" OL | 46044  | Meer afbeeldingen                                              |
| Eben Haëzer: woonhuis                                          | Woonhuis                  | 1868           |           | Koning Willem III-weg 4 | 51° 18' 54" NB, 3° 57' 2" OL  | 508113 | Meer afbeeldingen                                              |
| Eben Haëzer: schuur                                            | Boerderij                 | 1868           |           | Koning Willem III-weg 4 | 51° 18' 54" NB, 3° 57' 2" OL  | 508114 | Meer afbeeldingen                                              |
| Eben Haëzer: stal                                              | Boerderij                 | 1868           |           | Koning Willem III-weg 4 | 51° 18' 54" NB, 3° 57' 2" OL  | 508115 | Meer afbeeldingen                                              |
| Eben Haëzer: hekpijlers                                        | Erfscheiding              | 1868           |           | Koning Willem III-weg 4 | 51° 18' 54" NB, 3° 57' 2" OL  | 508116 | Meer afbeeldingen                                              |
| Woonhuis van vijf traveeën breedte op rechthoekige plattegrond | Woonhuis                  | ca. 1900       |           | Drieweg 1               | 51° 18' 57" NB, 3° 52' 35" OL | 508124 | Woonhuis van vijf traveeën breedte op rechthoekige plattegrond |
| Schuur                                                         | Boerderij                 | 1932           |           | Drieweg 1               | 51° 18' 57" NB, 3° 52' 35" OL | 508125 | Schuur                                                         |
| Wagenschuur                                                    | Boerderij                 | 1932           |           | Drieweg 1               | 51° 18' 57" NB, 3° 52' 35" OL | 508126 | Wagenschuur                                                    |
| Raadhuis                                                       | Bestuursgebouw en onderdl | 1904           |           | Plein 1                 | 51° 18' 45" NB, 3° 54' 47" OL | 508128 | Meer afbeeldingen                                              |